# Guarnição Militar de Halmstad
A Guarnição Militar de Halmstad (em sueco: Halmstads Garnison) é uma organização guarda-chuva das unidades militares das Forças Armadas da Suécia estacionadas na cidade de Halmstad.

Compreende - entre outros - o Regimento de Defesa Antiaérea, a Academia Militar de Halmstad, o Centro de Informação das Forças Armadas em Halmstad, a Escola de Combate de Defesa Antiaérea, a Escola Técnica das Forças Armadas e o Centro de Logística das Forças Armadas.

## Cooperação com aNATO
Pelo acordo de cooperação reforçada no domínio da defesa, assinado pela Suécia e pelos Estados Unidos, foi regulada a utilização das instalações da Guarnição Militar de Halmstad pelas forças armadas americanas.�